# نقص غاما غلوبولين الدم
نقص غاما غلوبولين الدم (بالإنجليزية: Hypogammaglobulinemia)‏ هو خلل مناعي يتميز بنقص تركيز جميع أنواع الغلوبيولين غاما وهو سمة من سمات مرض العوز المناعي الشائع المتغير.

## مصطلحات طبية
عند استخدام مصطلح الجلوبينات الجامية المناعية المرتبط بالكروموسوم الجنسي إكس (الأُنثوي) فإن نقص غاماجلوبولين الدم تكون مرادفة لفقد غاما غلوبولين الدم وغيابها كليا , .

## التشخيص
مرض نقص غاماجلوبولين الدم لايمكن تحديده سريريا بل يتم اللجوء إلى التحاليل المخبرية

## أنواعه
| أنواعه | الوراثة المندلية البشرية عبر الإنترنت | جين    |
| ------ | ------------------------------------- | ------ |
| AGM1   | 601495                                | IGHM   |
| AGM2   | 613500                                | IGLL1  |
| AGM3   | 613501                                | CD79A  |
| AGM4   | 613502                                | BLNK   |
| AGM5   | 613506                                | LRRC8A |
| AGM6   | 612692                                | CD79B  |

## انظرأيضا
- وراثة مندلية
- التصنيف الدولي للأمراض
- قاعدة بيانات الأمراض
- مدلاين بلس
- إي ميديسين

## وصلات خارجية
- DorlandsDict|four/000051615|Hypogammaglobulinemia* Mark E. Rose & David M. Lang: "Evaluating and managing hypogammaglobulinemia", Cleveland Clinic Journal of Medicine, Vol. 73, No. 2 (February 2006), pp. 133–144. Accessed 2009-07-17.
- Robert Y Li, et al.: "Hypogammaglobulinemia", Medscape. Accessed 2009-07-17.
- Saul Greenberg: "Hypogammaglobulinemia ". Accessed 2009-07-17.